# ستنژتسا (استان لوبلین)
ستنژتسا (به لهستانی:  Stężyca) یک روستا در لهستان است که در گمینا ستنژتسا (استان لوبلین) واقع شده‌است. ستنژتسا ۲٬۰۰۰ نفر جمعیت دارد.